# القرش الراهب
القرش الراهب (Squatina squatina)، هو نوع من أسماك القرش في عائلة القرش الملاك، والتي تنتشر في المياه الساحلية في شمال شرق المحيط الأطلسي. يتكيف القرش الراهب جيدًا في قاع البحر بفضل تمويهه، وله شكل مسطح مع زعانف صدرية وحوضية كبيرة، مما يمنحه تشابهًا ظاهرياٞ مع الشفنينيات. يمكن التعرف على هذا النوع من خلال جسمه العريض والقوي، وعذباته المخروطية، وظهره عديم الشوك، ولونه الرمادي أو البني مع بقع صغيرة فاتحة وداكنة، ويبلغ طوله 2.4 متر تقريبا. ومثل غيره من أفراد عائلته، فالقرش الراهب هو مفترس كمائن ليلي يدفن نفسه في الرواسب وينتظر مرور الفريسة، والتي معظمها من الأسماك العظمية المستوطنة بالقاع، ولكن أيضًا الورنكيات واللافقاريات. ويعتبر نوع موطن ولود، تلد الإناث من سبعة إلى 25 قرشًا كل عام. وعادة ما يشكل القرش الراهب خطرًا ضئيلًا على البشر. لكن منذ منتصف القرن العشرين، أدى الصيد التجاري المكثف لأسماك قرش الملاك إلى القضاء على هذا النوع بسبب الصيد العرضي، وأصبحت المجموعات الفرعية المتبقية قليلة العدد بسبب معدل التكاثر البطيء. ونتيجة لذلك، قام الاتحاد الدولي للحفاظ على الطبيعة بتقييم هذه الأنواع على أنها مهددة بالانقراض.

## التسمية
تم وصف القرش الراهب في الأصل من قبل المؤرخ الطبيعي السويدي كارولوس لينيوس، والمعروف باسم «أبو التصنيف»، في الطبعة العاشرة لعام 1758 من كتاب نظام الطبيعة باسم (Squalus squatina). وتشير كلمة "squatina" ٳلى الورنكية في اللغة اللاتينية، وقد تم جعله اسماٞ لجميع أسماك القرش الملاك من قبل عالم الحيوان الفرنسي أندريه ماري كونستن ديميريل في عام 1806. ومن الأسماء الشائعة الأخرى المستخدمة لهذا النوع تشمل الملاك، والسمكة الملاك، وسمكة الملاك المنتفخة، وورنكية الملاك، وسمك الإسكاتي، وسمك الراهب، بالٳضافة للقرش الراهب. وقد أجرى ستلبرينك وزملاؤه سنة 2010 دراسة جينية بناءً على الحمض النووي للميتوكوندريا لهذا النوع، ووجدوا أن الأنواع الشقيقة الأقرب من القرش الراهب هي قرش الملاك منشاري الظهر (Squatina aculeata).

## وصف
يشترك القرش الراهب مع أسماك القرش الملاك الأخرى في الرأس والجسم العريضان والممتلئان للغاية، مع وجود عيون صغيرة في الظهر متبوعة بزوج من الفتحات التنفسية الكبير. وكذالك في الجسم المسطح والزعانف الصدرية الكبيرة الشبيهة بالأجنحة التي لا تلتحم فصوصها الأمامية بالرأس. ويمكن أن تصل إناث أسماك القرش الراهب إلى 2.4 متر والذكور 1.8 متر، بينما الحد الأقصى للوزن المبلغ عنه هو 80 كلغ. أما الزعانف الصدرية والحوضية فهي عريضة وذات أطراف مستديرة، وتتموضع الزعنفتين الظهريتين على الذيل العضلي خلف زعانف الحوض، والزعنفة الذيلية لها فص سفلي أكبر من الفص العلوي، ولا وجود لزعنفة شرجية عند هذا النوع.

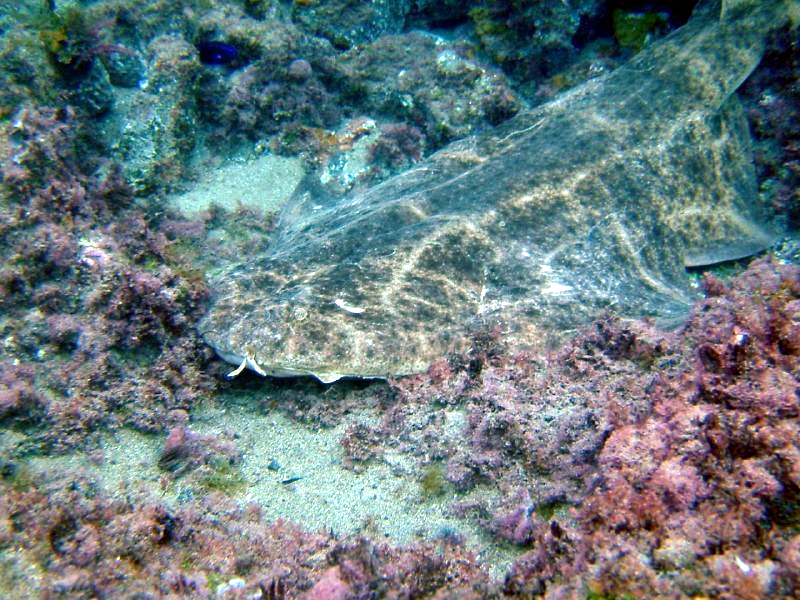
تمويه سمك قرش الراهب

الأسنان الجلدية صغيرة وضيقة ومدببة وتغطي الجزء العلوي بأكمله ومعظم الجزء السفلي من الجسم. الأفراد الصغار لديهم صف من الأشواك أسفل منتصف الظهر، ولدى الأفراد الصغار صف من الأشواك أسفل منتصف الظهر. لون هذه الأسماك رمادي إلى محمر أو بني مائل للأخضر. مع العديد من البقع الصغيرة باللونين الأبيض والأسود.

## الإنتشار والموطن
يوجد سمك القرش الراهب في المياه المعتدلة بشمال شرق المحيط الأطلسي، بداية من جنوب النرويج والسويد إلى جنوب المغرب وجزر الكناري، بما في ذلك الجزر البريطانية والبحر الأبيض المتوسط. من الممكن أن ٳنقرضت من بحر الشمال. ٳلا أنها لا تزال موجودة حول جزر الكناري والمغرب والجزائر وتونس وليبيا وفلسطين وتركيا وقبرص وبحر إيجه والبحر الأدرياتيكي وصقلية ومالطا وكورسيكا وأيرلندا وغرب بريطانيا. ويسكن هذا القرش القاعي بالجرف القاري، ويفضل المناطق الناعمة مثل الطين أو الرمل، ويمكن العثور عليه بالقرب من الساحل بعمق 150 مترًا. يعيش أحيانًا في البيئات قليلة الملوحة.

## التفاعلات البشرية
القرش الملائكي ليس عدوانيًا بشكل عام تجاه البشر، على الرغم من أنه يمكن أن يضر بعضة شديدة في حالة الإضطراب. عند الإقتراب منه تحت الماء، يظل القرش الملائكي ثابتًا أو يسبح بعيدًا، على الرغم من تسجيل أحد الغواصين وهو يدور حول الغواص وفمه مفتوحًا.
يجب على عمال مصايد الأسماك على وجه الخصوص، معاملتها بحذر، في طبعة 1776 من علم الحيوان البريطاني، كتب توماس بينانت أن الإقتراب منه «شرس للغاية وخطير للغاية. نحن نعرف حالة صياد، تمزق ساقه بشكل رهيب بسبب أحد هذه الأنواع، التي كانت تقع داخل شباكه. في المياه الضحلة، وذهب ليمسكها بغير حذر».
استخدم البشر القرش الملائكي لآلاف السنين. وصف المؤلفون اليونانيون القدماء، مثل ديفيلوس ومنيسيذو، لحمه بأنه «خفيف» و«سهل الهضم»، وأشار بليني الأكبر في كتابه ناتشوراليس هيستوريا إلى أن قشرته الخشنة كانت موضع تقدير من قبل الحرفيين لصقل الخشب عاج. سجل أرسطو عناصر من تاريخه الطبيعي، بما في ذلك أنه ولد صغارًا أحياء، وأدرك بشكل صحيح أنه كان سمكة قرش على الرغم من تشابهه مع أسماك الراي والزلاجات.
استمر استخدام هذا النوع في الغذاء في العصر الحديث، يباع طازجًا أو مجففًا ومملحًا، غالبًا تحت اسم «سمك الراهب» (والذي يشير أيضًا إلى أسماك الأوز من جنس لوفيوس). قد يكون سمك القرش أيضًا مصدرًا لزيت كبد سمك القرش ودقيق السمك.

### حالة الحفظ
تشير المصادر من القرن التاسع عشر وأوائل القرن العشرين إلى أن سمك القرش الملائكي كان وفيرًا في جميع أنحاء سواحل أوروبا الغربية. لاحظ كل من ياريل وغارستانغ (1903) أن سمك القرش الملائكي كان شائعًا حول الجزر البريطانية، وسجل ري (1928) أن هذا النوع كان منتشرًا حول شبه الجزيرة الأيبيرية وفي البحر الأبيض المتوسط. ومع ذلك، منذ النصف الأخير من القرن العشرين فصاعدًا، تعرض سمك القرش الملائكي لضغط شديد من المصايد التجارية العاملة في معظم نطاقه.
نظرًا لعاداته القاعية بالقرب من الشاطئ، يكون الأفراد من جميع الأعمار عرضة للصيد العرضي بشباك الجر على قاع البحار وشباك الجر وخيوط الصيد الطويلة في القاع، معدل التكاثر المنخفض لهذا القرش يحد من قدرته على تحمل نضوب السكان.